# Sergio Denis
Héctor Omar Hoffmann, conocido como Sergio Denis (Coronel Suárez, provincia de Buenos Aires, 16 de marzo de 1949-Buenos Aires, 15 de mayo de 2020) fue un cantante, actor, compositor, productor discográfico y cantautor argentino de canción melódica y pop en español, autor de canciones como «Nunca supe más de ti», «Te quiero tanto», «Un poco loco», «Gigante chiquito», «Solo el amor puede darnos» y «Cerca del cielo», entre otras.

## Biografía
Hijo de Feliciano Hoffmann y María Esther Fenzel, tres de sus abuelos fueron inmigrantes alemanes, su abuela materna era argentina de origen colonial español e indígena. Comenzó a cantar de muy pequeño en fiestas de la escuela y reuniones familiares y a los 16 años integró el grupo musical Los Jokers, con el cual recorrió durante cuatro años las localidades vecinas a su ciudad.
En el mes de marzo de 1969 se radicó en la ciudad de Buenos Aires e ingresó al conjunto Los Bambis, con el que grabó por primera vez para un sello discográfico: CBS. El disco se llamó Los Bambis también cantan. Los productores de CBS vieron su potencial, y le dieron la oportunidad de comenzar su carrera como solista, y en noviembre de 1969 grabó los temas «Fui un soñador» y «Te llamo para despedirme», escrito y producido por Francis Smith.
Este disco comenzó a difundirse en el mes de diciembre, y el 1 de enero de 1970 hizo su primera actuación en televisión, en el programa Casino Philips, conducido por Andrés Percivale y emitido por Canal 13 de Buenos Aires. Durante ese mes fue contratado por el mismo canal para el ciclo Sábados Circulares de Pipo Mancera. En marzo de aquel año (1970) viajó a la ciudad de México para participar en el Primer Festival de la Canción Latina, donde ocupó el quinto lugar con el tema «Yo te amo como entonces», que nunca se editó. A su regreso fue incorporado al Batallón de Comunicaciones de Comando 181 de Bahía Blanca, para cumplir con el servicio militar obligatorio, actividad que alternaba con sus actuaciones en público y presentaciones en diferentes programas de televisión.
En el año 1972, y merced al éxito obtenido por un tema de su autoría, protagonizó la película Me enamoré sin darme cuenta, junto a Alicia Bruzzo y Luis Brandoni. El 31 de julio de 1974 actuó en el teatro Ópera, siendo el primer cantante melódico argentino en realizar su espectáculo en esta prestigiosa sala porteña. Cantó acompañado por una orquesta de 36 músicos dirigida por Jorge Calandrelli.
En 1975 se desvinculó del sello CBS Columbia y grabó, a mediados de 1976, para una compañía nueva denominada TK. En esta firma solo editó un álbum, ya que al año siguiente firmó un contrato con PolyGram, con la que estuvo ligado hasta julio de 1990 y con la que grabó la mayoría de sus grandes éxitos.

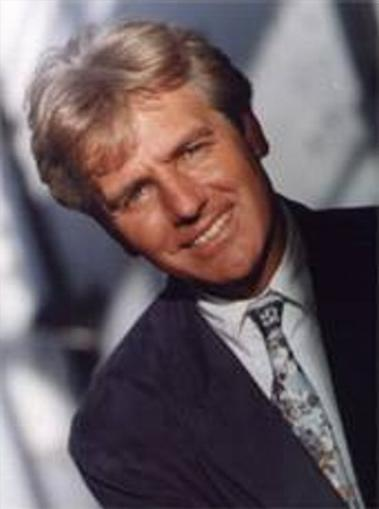
Sergio Denis en una fotografía promocional del álbum "Cuando llega el amor", editado en 1992.

En 1991 pasó a integrar el plantel artístico de EMI Odeón y realizó, hasta 1995, 4 discos más. En 1995 recibió un Diploma al Mérito de los Premios Konex en la disciplina Cantante Masculino de Pop / Balada.
Ha grabado varios temas en compañía de otros artistas como Walter Esposito, Julia Zenko, el Cuarteto Zupay, entre otros; fue invitado a participar de un disco del conjunto folclórico Los Cantores de Quilla Huasi, con los que, junto a Eduardo Falú, grabó Río de Tigre. También realizó, para un disco navideño, una versión propia de dos temas de la Misa Criolla de Ariel Ramírez.
Siempre se caracterizó por su estilo para componer o interpretar el pop melódico y la balada romántica. Entre sus canciones más famosas y populares se encuentran: «Nunca supe más de ti» del álbum homónimo de 1973, «Cada vez que sale el sol» del álbum del mismo nombre de 1977, «Cómo estás querida» incluida en el álbum Afectos (1985), «Te quiero tanto» del álbum Imágenes (1986), y «Un poco loco» del álbum homónimo de 1991. Su repertorio también incluye versiones en español de canciones originalmente grabadas en inglés, tales como California somnolienta ("California Dreamin'" de The Mamas and the Papas) incluida en su álbum Al Estilo de... Sergio Denis II (1981), "Pipas de la paz" ("Pipes of peace", de Paul McCartney) del álbum La humanidad (1984), "Nada cambiará mi amor por ti" ("Nothing's gonna change my love for you" de Glenn Medeiros) y "Así fue nuestro amor" ("Annie's song", de John Denver), estas dos últimas incluidas en su álbum Afectos. Ha ganado muchos premios, siendo el cantautor argentino que más unidades vendió entre 1985 y 1994.[cita requerida]
El 6 de junio de 2017, recibió el premio Gardel al Mejor Álbum Artista Romántico Melódico. El 30 de mayo de 2018, recibió de la mano del presidente de CAPIF el premio Gardel a la Trayectoria por su destacada carrera durante 49 años. 
En marzo de 2019 sufrió una fuerte caída del escenario del Teatro Mercedes Sosa de San Miguel de Tucumán durante un concierto, motivo por el que permaneció catorce meses en estado vegetativo, falleciendo el 15 de mayo de 2020.

## Vida personal

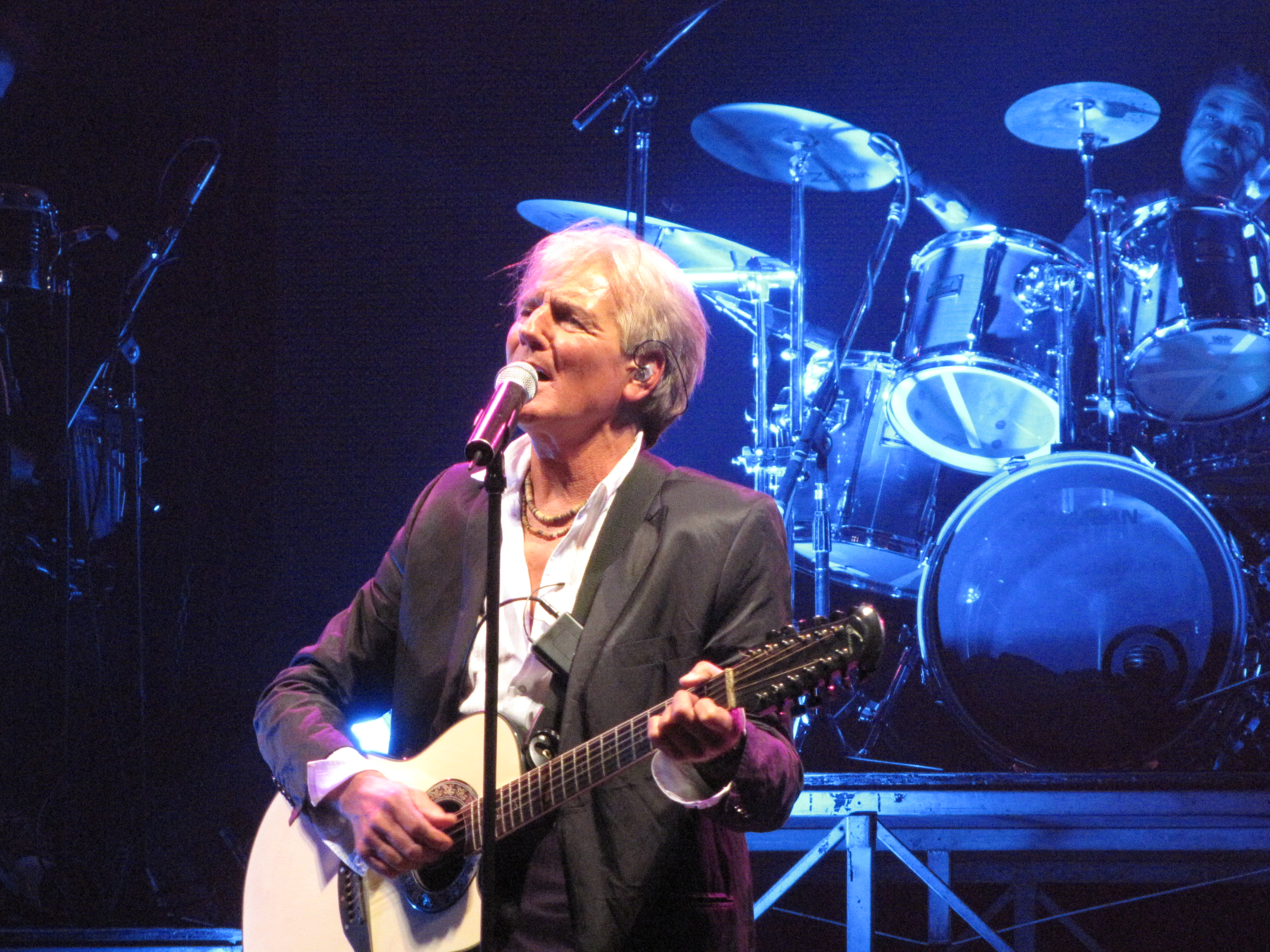
Sergio Denis en una presentación en el Teatro Gran Rex de Buenos Aires, 2009.

A lo largo de su vida, tuvo relaciones amorosas con varias mujeres del ambiente artístico, entre las que se encuentran la actriz y conductora Susana Giménez. Estuvo casado una vez, para luego divorciarse.
En enero de 2007, estaba en pareja con Melisa Durán, cuando ella fue elegida para participar en el programa televisivo Gran hermano 2007 que se transmitió por Telefe. A tan solo una semana de ingresar a la casa, Durán incurrió en la infidelidad con otro de los participantes del telerrealidad. Su actitud, no solo forzó la ruptura de la relación, sino también la expulsión de ella de la casa con más del 80% de los votos en su contra.

### Pasión futbolera
Sergio Denis, reconocido por su fanatismo por Racing Club, andaba siempre ataviado con una pashmina celeste o blanca. Sus melodías fueron apropiadas por varias hinchadas y hasta fueron cábala de la selección de fútbol de Argentina en 1986.
«Te quiero tanto» fue el primer hit que coló en las tribunas de fútbol, con una melodía que trascendió el ámbito local, para romper fronteras e instalarse en las gradas de España, Alemania, Israel y hasta Rusia. Su canción «Gigante chiquito» fue cábala del equipo de Carlos Bilardo, campeón de la Copa del Mundo de México 1986, sonando sus acordes cada vez que la delegación dejaba el hotel para ir al estadio.

### Descompensación en Paraguay
El día lunes 14 de mayo de 2007 sufrió en Asunción (Paraguay) una importante descompensación que derivó en un paro cardiorrespiratorio. Ingresó inconsciente en el sanatorio San Roque de esa ciudad pero logró ser reanimado por los médicos después de estar muerto clínicamente por 17 minutos. Al día siguiente los profesionales le retiraron el respirador artificial y tras quedar en observación retornó a su vida habitual.

### Accidente en Tucumán
El 11 de marzo de 2019, Sergio Denis, que estaba próximo a cumplir 70 años, daba un recital por el Día de la Mujer en el teatro Mercedes Sosa de San Miguel de Tucumán, cuando se cayó del escenario a un foso de casi 3 metros de altura, y a las 21:45 horas fue trasladado de urgencia al hospital Ángel C. Padilla, en donde quedó en coma inducido, en gravísimo estado y con pronóstico reservado. La caída le causó traumatismos severos de cráneo y tórax, con contusión pulmonar bilateral, hematomas cerebrales, múltiples contusiones, un importante edema cerebral, fractura del hueso temporal y una fractura al nivel de la clavícula y el omóplato, informó la médica que lo atendió en el hospital. A las 23:30 entró al quirófano, donde le hicieron una cirugía y le aplicaron un catéter para medir su presión intracraneal.

"Paciente de sexo masculino ingresa a la guardia del hospital Padilla a las 21:45 horas en grave estado, luego de sufrir una caída con múltiples contusiones.
En el ingreso se le realiza proceso de entubamiento y se estabiliza hemodinámicamente.
Se realizaron inmediatamente tomografías de cerebro, cuello, tórax, abdomen y pelvis.
Los exámenes realizados evidencian edema cerebral, contusiones hemorrágicas múltiples, hemorragia subaracnoidea traumática, fractura temporal izquierda y neumoencéfalo, hemotórax bilateral con fracturas costales. Asimismo, presenta fractura de clavícula y escápula.
Se decide colocación de monitoreo en quirófano donde el paciente se encuentra actualmente y, posteriormente será trasladado a Unidad de Terapia Intensiva. En estos momentos el paciente presenta pronóstico reservado.
La dirección del Hospital Padilla informa que el próximo parte médico se realizará en función de la evolución del paciente. Se informó el estado de situación actual del paciente a sus familiares por vía telefónica".
Hospital Ángel C. Padilla

 Se fue recuperando gradualmente y después de horas en las que el panorama era absolutamente desalentador, mostró una leve mejoría aunque su estado siguió siendo crítico. 

"La dirección del Hospital Padilla informa que el paciente Héctor Omar Hoffmann, continúa en estado crítico. Persiste inestabilidad hemodinámica, ante la respuesta terapéutica se pudo disminuir levemente la dosis de fármacos vasoactivos. Continúa en asistencia respiratoria mecánica bajo sedoanalgesia.

Se informó el estado de situación actual del paciente a sus familiares directos.

El próximo parte médico será emitido en función de la evolución del paciente". Parte de Prensa N°7

El día 16 de marzo, cinco días después de la caída, cumplió sus 70 años, estando internado en coma y recuperándose de los daños del accidente, en compañía de sus familiares. El día 27 de marzo el parte médico indicaba que pudo ser estabilizado.

"La dirección del Hospital Padilla informa que el paciente Héctor Omar Hoffmann, persiste estable a nivel cardiorrespiratorio.

En el día de la fecha se realizó una trasqueotomía conforme a protocolo de práctica habitual con buena tolerancia.
Desde el punto de vista neurológico se efectuó evacuación de una colección subdural del lado izquierdo ya detectada en estudios iniciales. Dicho procedimiento no tuvo complicaciones. Estatus neurológico sin cambios. 
Continúa en asistencia respiratoria mecánica sin sedación.
Persiste en estado crítico, gravedad moderada.
Se informó el estado de situación actual del paciente a sus familiares directos.

El próximo parte médico será emitido en función de la evolución del paciente". Parte de Prensa N°14

A medida que la recuperación avanzó, Sergio Denis fue trasladado por avión sanitario al Sanatorio de los Arcos situado en CABA, el 13 de abril. 

"El paciente Héctor Omar Hoffmann se encuentra en la Unidad de Terapia Intensiva del Sanatorio de Los Arcos con asistencia respiratoria mecánica y fármacos para mantener el funcionamiento vascular. Por un cuadro séptico recibe también varios antibióticos de amplio espectro. Se le ha realizado en estas 48 horas una cirugía de tórax para evacuar un derrame pleural complejo que comprimía parte del pulmón derecho y una cirugía de abdomen por un proceso infeccioso intestinal grave. Su compromiso neurológico es de considerable magnitud y su cuadro general es crítico.

Esta comunicación es solicitada y entregada con consenso de sus familiares". Dirección Médica
Sanatorio de Los Arcos

En el Sanatorio de Los Arcos fue operado dos veces, y luego fue trasladado a la clínica de rehabilitación Integral ALCLA, el 7 de mayo de 2019,  mismo centro en el que estuvo internado Gustavo Cerati desde octubre de 2010. En este último nosocomio el cantante continuó con un estado estable, pero frágil y vulnerable.

"El paciente Héctor Omar Hoffmann permanece internado en Clínica Alcla desde el 7 de Mayo. Su estado clínico se mantiene estable, compensado hemodinámicamente, sin intercurrencias agudas y con respiración espontánea. Su condición neurológica no presenta cambios significativos.

Continúa asistido con el esquema de cuidados y tratamiento interdisciplinario según correspondende a su estado de salud actual. 

Se extiende el presente informe a solicitud y en consenso de sus familiares". Dr. Gustavo Barbalace
Director Médico

Ya había sufrido un accidente similar en 1972, mientras cantaba sobre una plataforma de vidrio en un bar de Rosario llamado "Tunelmanía", donde se cayó al ser encandilado por las luces, desde una altura de cuatro metros. En ese entonces Sergio tuvo una conmoción cerebral que le produjo amnesia temporal durante unas horas pero de la que pudo recuperarse rápidamente, ya que rondaba los 23 años.
A cuatro meses del accidente, el hermano, Carlos Hoffmann, aseguró que seguía inmóvil y dormido, igual que el primer día que ingresó al hospital Ángel C. Padilla.
"Está perfecto físicamente, pero no reacciona. No hay nada que hacer".

A pocos días de cumplirse el primer aniversario del accidente, su amigo íntimo y abogado, Diego Colombo, dio detalles sobre el estado de salud del cantante: "Primero me gustaría aclarar, porque hay mucha gente que se pregunta cómo está Sergio y la verdad es que no hay avances. Él tiene los ojos abiertos que por supuesto cierra para dormir pero está totalmente desconectado de la realidad, su cuerpo no da respuestas".

## Fallecimiento
Falleció el 15 de mayo de 2020 a los 71 años, luego de permanecer un año y dos meses en Estado vegetativo. Se encontraba internado en la clínica ALCLA.
El último parte médico reza lo siguiente: 

Comunicamos que en el día de la fecha, siendo las 09:00 horas (hora local), ha fallecido el Sr. Héctor Omar Hoffmann como consecuencia de haber sufrido una arritmia ventricular seguida de paro cardíaco.

El paciente se hallaba internado desde mayo del 2019 con diagnóstico de síndrome vegetativo permanente, posterior a un severo traumatismo encéfalocraneano.

 Se extiende el presente comunicado a solicitud y en consenso de sus familiares".
Clínica ALCLA

Al día siguiente del fallecimiento, sus restos fueron despedidos al mediodía en el Cementerio Parque Memorial de Pilar, donde solo un puñado de familiares directos pudieron despedirlo debido a las medidas de prevención por la pandemia de covid-19.
La despedida se produjo a partir de las 13:00 en la soledad de un cementerio vacío. Solo estuvieron presentes sus hijos Bárbara, Victoria y Federico, sus hermanos Carlos y Nora, y su exesposa Mirta Messi. Desde el lugar, algunos de ellos compartieron con otros seres queridos que no pudieron concurrir al emotivo momento a través de videollamadas.

## Homenajes
Luego de la muerte del cantante Sergio Denis, vecinos de Bahía Blanca le rindieron homenaje bailando y cantando sus hits desde los balcones y la vereda. Compartieron videos en la red social Twitter y tuvo 299.000 reproducciones, 3.000 retweets y 15.000 me gusta en pocas horas, convirtiéndose en viral.
En la entrega de los premios Gardel 2020, el cierre de la noche estuvo a cargo del trío electrónico PONCHO que junto a Valeria Lynch y Mariano Martínez homenajearon a Sergio Denis, con una versión disco de los ochenta, de su más aclamado tema ‘Te Quiero tanto’. Poncho logró una fusión al mejor estilo Donna Summer y Giorgio Moroder.
En el marco de la “Füllsen Fest” del 7 de noviembre de 2021 en Pueblo San José, partido de Coronel Suárez, fue inaugurado un monumento al artista que nació en dicha localidad. La obra del artista de Escobar, Eduardo Noe, fue instalada en la plaza que lleva su nombre, en el mismo lugar donde el cantautor brindó su último recital en su querido pueblo.
El 15 de mayo de 2022 fue homenajeado en la memoria de los Premios Martín Fierro junto a los artistas fallecidos durante 2019 y 2022 siendo la más larga de la ceremonia que fue suspendida por COVID.

## Discografía
- 1969: Los Bambis también cantan, CBS
- 1970: Te llamo para despedirme, CBS
- 1971: Sergio Denis, CBS
- 1972: Sergio Denis '72, CBS
- 1973: Nunca Supe Más De Ti, CBS
- 1973: Los más grandes éxitos de Sergio Denis, CBS
- 1973: Los más grandes éxitos de Sergio Denis, vol. 2, CBS
- 1974: Sergio Denis, CBS
- 1976: Sergio Denis, Discos TK
- 1977: Cada vez que sale el sol, Polygram
- 1978: Por ti, Polygram
- 1979: Una mañana volveré, Polygram
- 1980: Al estilo de Sergio Denis, Polygram
- 1980: Serie grandioso, Polygram
- Ansiedades...
- 1981: Selección especial, CBS
- 1981: Sergio Denis, Polygram
- 1981: Al estilo de Sergio Denis... 2, Polygram
- 1981: 16 grandes éxitos para enamorados, Interdisc
- 1982: Por la simpleza de mi gente, Polygram
- 1982: La historia de un ídolo, vol. 1 (1969-1972), EPIC
- 1982: La historia de un ídolo, vol. 2 (1972-1974), EPIC
- 1983: Personal, Polygram
- 1983: Reflexiones, Polygram
- 1984: La humanidad, Polygram
- 1985: Afectos, Polygram
- 1986: Imágenes, Polygram
- 1986: Grandes éxitos, versiones originales, CBS
- 1987: Dulcemente, TWA Musical
- 1987: Estelar, 14 éxitos, CBS
- 1987: Los elegidos, Polygram
- 1988: Cerca del cielo, Polygram
- 1988: Memorias, Polygram
- 1989: Recuerdos, Polygram
- 1990: Solo el amor, Polygram
- 1990: Sus mejores momentos, Polygram
- 1991: Al estilo de Sergio Denis Polygram
- 1991: Valeria Lynch / Sergio Denis, Polygram
- 1991: 20 Grandes Éxitos, Sony Music Entertainment Argentina
- 1991: Un poco loco, EMI Odeón
- 1992: Cuando llega el amor, EMI Odeón
- 1992: Encuentro - Sandro / Sergio Denis, Sony Music Entertainment Argentina
- 1993: 20 Grandes Éxitos, Polygram
- 1994: Natural, EMI Odeón
- 1995: Horizonte, EMI Odeón
- 1995: 25 años de éxitos, Sony Music Entertainment Argentina
- 1996: Colección Escenario, Cuando un hombre ama a una mujer, Polygram
- 1996: Lo mejor de los mejores Vol. 2, EMI Odeón
- 1997: Frente a frente, Víctor Heredia / Sergio Denis, Sony Music Entertainment Argentina
- 1998: La vida vale la pena, Universal Music Argentina
- 1999: Grandes éxitos, EMI Odeón
- 2000: Sergio Denis, Universal Music Argentina
- 2000: El único, EMI Odeón
- 2000: Esperanza, Ediba
- 2001: Mis 30 mejores canciones, Sony Music Entertainment Argentina
- 2003: Te llevo en la sangre, BMG Ariola Argentina
- 2003: 20 grandes éxitos, edición aniversario
- 2003: Palabras de amor, EMI Odeón
- 2003: Los esenciales, Sony Music Entertainment Argentina
- 2004: Oro: grandes éxitos, Universal Music Argentina
- 2004: Sergio Denis, La Laida
- 2007: Colour collection, Universal Music Argentina
- 2008: Colección Clarín (n.º 20), Clarín
- 2009: Los elegidos, BMG Ariola Argentina
- 2009: Ciclos, producción independiente
- 2015: Clásico, Hoffmann Héctor Omar

## Filmografía
- Viudas e hijos del rock and roll (telecomedia, 2014)[23]
- Cara de queso —mi primer ghetto— (película, 2006)
- Gasoleros (telecomedia, 1998)
- Chiquititas (telenovela, 1996)
- ¡Grande, pa! (telecomedia, 1992)
- Me enamoré sin darme cuenta (película, 1972)[24]